# Крњача
Крњача је градско насеље које се налази у београдској општини Палилула, на левој обали Дунава. Са „Старим Београдом“ је повезана Панчевачким мостом.

## Локација и становништво
Крњача се налази на левој обали Дунава. Насеље је изграђено иза дугог насипа дуж Дунава, али се и даље често дешава да буде поплављено. Крњача је доста разбацано насеље и протеже се дуж две главне саобраћајнице у овој области, Панчевачког пута који повезује Панчево и Београд и Зрењанинског пута који повезује Београд и Зрењанин. На јужној страни Крњача се граничи са Дунавом, на западу са каналом „Јојкићев Дунавац“, на северу са каналом „Мокри Себеш“ и мочваром „Велико Блато“ док се на истоку простире до потока „Себеш“. Канал „Каловита“ протиче кроз средиште насеља. Кроз своје северно продужење Дунавског венца, Крњача чини урбану везу са Борчом, док се на истоку протеже у правцу Панчева.
По попису из 1971, последњем који Крњачу бележи као засебан град, било је 11.834 становника. Према попису из 2002, Крњача је имала 23.509 становника (Дунавски венац — 13.414, Рева — 2.808 и Котеж — 7.287)
Овде се налазе Железничка станица Крњача и Железничка станица Крњача мост.

## Историја
Први пут се спомиње 1832. под називом „Нова Борча“. Српска племићка породица Јагодић имала је у власништву то место. Јован "от Јагодић" из Панчева помиње се 1833. године као поседник Крњаче. Петар Јагодић "от Крњаче" је био пренумерант српске књиге 1846. године.
Једно насеље на простору Крњаче је настало пре половине 1930-тих, у време грађења Панчевачког моста и мелиорације Панчевачког рита, између насипа железничке пруге и противпоплавног насипа поред Дунава. Куће су биле од слабог материјала, досељени становници, највише из Баната и Бачке, али и других крајева, бавили су се пољопривредом. Било је и доста кафана у које су долазили Београђани.
Преко пута дорћолске електроцентрале 1930-тих се налазило Јојкићево купатило "Југославија". Имало је дрвену конструкцију са "хиљаду кабина", уздигнуту на бетонске стубове, терасе за сунчање, три базена, кухињу и заклон од лошег времена. Примало је и до 7.000 купача, који су превожени моторним чамцима с друге обале.
Године 1945. је постала засебно село, а од 1952. и део посебне општине. Године 1955. су прикључена места Борча, Овча и Падинска Скела. Године 1965. општина је укинута а њена територија прикључена Палилули. Покрет за одвајање овог подручја бивше општине од Палилуле био је јако активан у последњих 10 година, и као резултат тога, 2005. године Скупштина општина Палилула је предложила Скупштини града Београда формирање нове градске општине, Дунавски венац. Међутим, до сада још увек нема конкретних планова за спровођење ове иницијативе у дело.

## Насеља
Крњача има много поднасеља и то су Дунавски венац, Рева, Кожара, Мика Алас и кластер блокова у свом централном делу. За разлику од новобеоградских блокова, блокови у Крњачи нису блокови зграда правилних геометријских и географских облика.

### Блокови
- Браћа Марић
- Бранко Момиров
- Грга Андријановић
- Зага Маливук
- Партизански блок
- Сава Ковачевић
- Сутјеска

## Демографија
На територији која обухвата делове Крњаче пре 1970-их, 2002. године живело је 23.509 становника (Крњача и Дунавски венац 13.414, Рева 2.808 и Котеж 7.287) у Крњачи живи 0,2% Рома, 1,2% Хрвата 3,0% остале националне мањине док је 95,6% Срба.